# Teoría de la baja excitación
La teoría de la baja excitación (en inglés: low arousal theory) es una teoría psicológica que explica que las personas con trastorno por déficit de atención con hiperactividad (TDAH) y trastorno antisocial de la personalidad buscan la autoestimulación mediante un exceso de actividad para trascender su estado de excitación o arousal anormalmente baja. Esta baja excitación se traduce en la incapacidad o dificultad de prestar constante atención a cualquier tarea con estímulos o novedad decrecientes, además de explicar el comportamiento hiperactivo compulsivo.
Una persona con baja excitación (low arousal) reacciona menos a los estímulos que otra que carece de esta condición. Este individuo, según Hare (1970), se encuentra "en un estado de 'hambre de estímulos' crónico". Para explicarlo mejor, Mawson y Mawson (1977) afirman que el individuo necesita más "estímulos sensoriales" (sensory inputs) para sentirse normal.

## Causas
Se desconoce la causa de la baja excitación emocional. Existen tres teorías que podrían explicar esta condición:
- La primera teoría destaca que la excitación emocional es altamente genética.
- En segundo lugar, algunas personas con una baja excitación emocional presentan una infraestimulación (underarousal) del eje hipotalámico-hipofisario-adrenal (eje HHS). Este eje es responsable de la respuesta del organismo al estrés.[5] Dado que se cree que el eje HHS está infraestimulado, algunos estudios han demostrado que tal infraestimulación provoca una reducción de la secreción de epinefrina y cortisol. Estas dos hormonas son responsables de la respuesta fisiológica a una amenaza.[6]
- En tercer lugar, una baja excitación emocional suele provocar una hipoactividad de la amígdala. La amígdala forma parte del sistema límbico y se encarga de procesar y regular las emociones. Esto podría explicar por qué las personas con baja excitación emocional a menudo carecen de empatía y de reactividad emocional hacia otras personas.[6]

## Trastorno antisocial de la personalidad
El trastorno antisocial de la personalidad (TPA) se caracteriza por conductas reiteradamente engañosas, impulsividad, irritabilidad y agresividad desde los 15 años de edad. Las personas diagnosticadas con este trastorno suelen obtener puntuaciones bajas en el condicionamiento del miedo. Se cree que la falta de empatía asociada al TPA está relacionada con la teoría de la baja excitación. Un estudio realizado demostró que las personas diagnosticadas de TPA mostraban menos excitación fisiológica (physiological arousal) ante imágenes de personas llorando que las personas no diagnosticadas. El TDAH suele ser un factor precursor del TPA. El TDAH suele coexistir con trastornos de conducta en un 30-50% de los casos; esto puede conducir al desarrollo de comportamientos agresivos que proyectan una mayor probabilidad de que una persona desarrolle TPA.

## Ruido y rendimiento
El TDAH está relacionado con un funcionamiento incorrecto del sistema dopaminérgico. Un estudio demostró que el mejor rendimiento era el obtenido cuando los estímulos provocaban una cierta excitación psicológica. Cuando se empleó el sonido para ayudar a la función cerebral, también conocido como resonancia estocástica, se descubrió que se necesita mucho más ruido para mejorar el rendimiento de los que padecen TDAH, ya que disponen de menos dopamina (hipodopaminergia).